# Михальский, Фёдор Николаевич
Фёдор Николаевич Михальский (3 (15) октября 1896, Сапожок, Рязанская губерния, Российская империя — 4 мая 1968, Москва, СССР) — советский театральный администратор, секретарь Комитета по Сталинским премиям. С 1918 года инспектор, главный администратор, позже заместитель директора МХАТ, с 1937 года директор музея МХАТ. Автор статей в «Ежегоднике МХАТ», мемуаров.

## Биография
Родился в Сапожке Рязанской губернии в 1896 году. Поступил в Московский университет на историко-филологический и медицинский факультеты.
Во время учёбы на втором курсе по просьбе дяди, инспектора Художественного театра С. А. Трушникова, заменил его в должности на время болезни. Однако болезнь затянулась, и молодой человек продолжил службу в театре после начала нового сезона, бросив занятия в университете. Пережив арест и административную ссылку, вернулся к исполнению прежних обязанностей в театре, позже занял пост главного администратора, а затем заместителя директора МХАТ. В 1937 году также возглавил музей МХАТ.
Театральная энциклопедия в 1967 году называла Михальского «крупнейшим специалистом в области организационной деятельности театра». В. И. Немирович-Данченко отмечал у него «предприимчивость, энергию, мудрость, решимость — проще сказать — талантливость администратора», а К. С. Станиславский писал Михальскому в 1924 году: 
Вы один из немногих, который сумел заслужить всеобщую единодушную любовь и признание всех, начиная с актеров и кончая рабочими.
Был вхож в дом М. А. Булгакова, который вывел Михальского в «Театральном романе» под именем «заведующего внутренним порядком» Филиппа Филипповича Тулумбасова. Писатель запечатлел высокую работоспособность администратора, его умение одновременно выполнять несколько работ и назвал его «величайшим сердцеведом» и «человеком, обладающим совершенным знанием людей». В. Я. Лакшин в книге «Голоса и лица» приводит свидетельство Немировича-Данченко, по которому решительные действия Михальского предотвратили панику и разрушительные последствия во время пожара в МХАТе, начавшегося во время детского спектакля в 1923 году.
Публиковал статьи в «Ежегоднике МХАТ». В советских издательствах вышел ряд книг Михальского: «Музей Московского Художественного театра» (1958), «Московский Художественный театр в советскую эпоху» (1962), «Дни и люди Художественного театра» (1966). В 2020 году были изданы дневники и записи Михальского, относящиеся к периоду работы МХАТ между 1920 и 1924 годом (составитель С. К. Никулин).